# Sherman Chauncey Bishop
Sherman Chauncey Bishop (Contea di Rockland, 1887 – Rochester, 1951) è stato un erpetologo e aracnologo statunitense.

## Biografia
Studiò alla Cornell University e, con Cyrus R. Crosby, diede al ragno Microhexura montivaga il suo nome scientifico. Il suo Handbook of Salamanders (1943) è stato il primo trattato serio e completo sulle salamandre nordamericane dai tempi di Edward Drinker Cope (1889).
A Bishop sono intitolati i nomi scientifici di due specie di salamandre: Ambystoma bishopi e Cryptobranchus bishopi.

## Pubblicazioni
- Sherman C. Bishop, Handbook of Salamanders: The Salamanders of the United States, and of Lower California. Ithaca and London: Comstock Publishing Assosciates, a division of Cornell University Press. 508 pp. (1943)